# Den sista vågen
Den sista vågen (eng: The Last Wave) är en australisk dramafilm från 1977 i regi av Peter Weir. 

## Handling
En försvarsadvokat från Sydney antar ett rättsfall som involverar en grupp aboriginer vilket får oanade konsekvenser, då gränsen mellan dröm och verklighet suddas ut.

## Rollista i urval
- Richard Chamberlain – David Burton
- Olivia Hamnett – Annie Burton
- David Gulpilil – Chris Lee/Gulpilil